# 海因费尔斯
海因费尔斯是奥地利蒂罗尔州利恩茨县的一个市镇。总面积14.56平方公里，总人口1038人，人口密度71.3人/平方公里（2005年）。